# Саммит НАТО в Стамбуле (2004)
Стамбульский саммит НАТО 2004 года прошёл с 28 по 29 июня. Это был семнадцатый саммит НАТО, на котором главы государств и правительств стран Организации североатлантического договора встретились, чтобы принять официальные решения по вопросам коллективной безопасности. В целом саммит в Турции рассматривался как продолжение процесса трансформации, начавшегося в 2002 году на Пражском саммите, на котором рассчитывалось перейти от формата альянса времён Холодной войны, направленного на противодействие советской агрессии, к коалиции наступившего XXI века с его новыми угрозами безопасности, исходящими со стороны не до конца определённых регионов. Саммит состоял из четырёх встреч. 
Представители НАТО приветствовали семь новых членов альянса во время заседания Североатлантического совета, приняли решение о расширении присутствия альянса в Афганистане и выводи контингента альянса из Боснии, договорились помочь Ираку в обучении армии, выступили с новой инициативой партнёрства и приняли меры по улучшению оперативного потенциала коалиции. 
Заседание Совета Россия-НАТО было в основном отмечено отсутствием на саммите российского президента Владимира Путина, а также какого-либо прогресса в отношении ратификации Соглашения об адаптации Договора об обычных вооружённых силах в Европе и вывода российских войск из Грузии и Молдавии. Лидеры НАТО на заседании Комиссии НАТО-Украина далее приветствовали прогресс, достигнутый Украиной в отношении пути к членству в организации и обсудили некоторые общие и в основном символические темы со своими коллегами, не являющимися членами НАТО, на заседании Совета евро-атлантического партнёрства. 
Из-за опасений со стороны турецкого правительства перед возможной террористической атакой, меры безопасности во время саммита были весьма жёсткими. Демонстранты со всего мира собрались в знак протеста против НАТО и американской внешней политики при администрации Джорджа Буша-младшего, в то время на первых полосах мировой прессы появились материалы о неожиданной передачей суверенитету правительству Ирака, совпавшего с первым днём саммита НАТО 28 июня.